# Nikolas Kompridis
Nikolas Kompridis (nacido en 1953) es un filósofo y teórico de la política canadiense. Su principal obra publicada aborda la dirección y la orientación de la teoría crítica de la Escuela de Frankfurt; el legado del romanticismo filosófico y la dimensión estética de la política. Su obra toca una gran variedad de temas en el pensamiento social y político, la estética y la filosofía de la cultura, a menudo en términos de los conceptos reelaborados de receptividad y divulgación mundial, un paradigma que él llama " divulgación reflexiva ".

## Teoría crítica
Después de obtener su Ph.D. en la Universidad York de Toronto, Kompridis trabajó con el influyente filósofo y teórico social de la Escuela de Frankfurt Jürgen Habermas mientras era becario postdoctoral en la Universidad Goethe. Después de su periodo con Habermas, escribió un libro respecto a lo que consideraba serias deficiencias e inconsistencias en el trabajo de su mentor. En Crítica y divulgación: teoría crítica entre el pasado y el futuro, Kompridis sostiene que la teoría crítica habermasiana, que en las últimas décadas se ha convertido en el paradigma principal de esa tradición, ha cortado en gran medida sus propias raíces en el idealismo alemán, al tiempo que ha descuidado la relación distintiva de la modernidad con tiempo y el potencial utópico de la crítica.
A pesar de que se basa en muchas de las propias ideas de Habermas (junto con las tradiciones filosóficas del idealismo alemán y el pragmatismo estadounidense), Kompridis propone un enfoque alternativo a la crítica social y lo que él ve como su papel para facilitar el cambio social. Esta interpretación está guiada por un compromiso con el concepto de revelación mundial de Martin Heidegger, así como concepciones alternativas de categorías filosóficas clave, como crítica, agencia, razón y normatividad. Argumentando en contra de la concepción procedimental de la razón de Habermas y a favor de un nuevo paradigma que Kompridis llama revelación reflexiva, el libro sugiere que la teoría crítica debería convertirse en una práctica de crítica social "reveladora de posibilidades" si quiere tener un futuro digno de su pasado."

### Recepción y compromiso críticos
En una reseña muy favorable del libro, Fred R. Dallmayr escribe:
Este es un libro importante y oportuno (o urgente), tanto en términos filosóficos como práctico-políticos. Su petición de recuperación de la confianza en el futuro ha ganado inesperadamente una amplia resonancia en estos momentos ... el libro de alguna manera señala el final de un período marcado por tendencias divergentes, incluso opuestas: por un lado, la fascinación "posmoderna" por lo "extraordinario" la ruptura (o arrebato) y, por otro, la racionalización de la teoría crítica en el molde de una normalidad racionalista gobernada por reglas.
James Swindal sugiere que Kompridis no ha tenido plenamente en cuenta el trabajo más reciente de Habermas, pero que, sin embargo, "este es un libro que necesitaba ser escrito" porque "la crítica de Habermas a la divulgación fue a veces estrecha y miope. Pero después de que Habermas reconsiderase algunas de estas deficiencias, Kompridis brinda a todos los teóricos críticos, amplios recursos "para un mejor equilibrio entre la divulgación y el pensamiento procedimental. De manera similar, Dana Villa escribe que "Kompridis argumenta, creo que de manera persuasiva, que la teoría crítica contemporánea haría bien en abandonar su insistencia en que la racionalidad comunicativa es el núcleo cuasi trascendental de la legitimidad democrática" y repensar su sospecha respecto de la divulgación mundial.
En noviembre de 2011, la revista Philosophy and Social Criticism publicó una serie de críticas al libro de otros teóricos críticos, junto con una respuesta de Kompridis.
Kompridis también ha publicado varios ensayos en los que defiende sus propias concepciones de diversos temas como el cambio cultural, la receptividad, la crítica, el reconocimiento y la razón, y ha participado en debates sobre estos y otros temas con teóricos críticos como Amy Allen, Axel Honneth, Nancy Fraser y Seyla Benhabib (ver "Intercambio con Seyla Benhabib", más abajo).

## Romanticismo
Kompridis ha escrito que ve la teoría crítica, y la crítica en general, como implícitamente románticas en su autocomprensión, y gran parte de su trabajo académico refleja esta preocupación. Su colección Philosophical Romanticism (2006), incluye ensayos sobre diversos temas del romanticismo de filósofos como Albert Borgmann, Stanley Cavell, Hubert Dreyfus, Richard Eldridge, Robert Pippin y otros, así como sus propias contribuciones. Los temas incluidos en el volumen incluyen: "Comenzar de nuevo"; "Autodeterminación y expresión"; "Arte e ironía"; "La fuerza viva de las cosas"; y "Devolviendo lo cotidiano".

En 2009, Kompridis publicó un capítulo sobre romanticismo en The Oxford Handbook of Philosophy and Literature, articulando su visión de la relación entre el romanticismo y el cambio social, y en particular el trabajo del crítico social. Allí, conecta el trabajo de una serie de poetas, artistas y filósofos, incluidos Rainer Maria Rilke, Walter Benjamin, Jean-Luc Godard, William Wordsworth y Ralph Waldo Emerson, de quienes Kompridis considera que comparten una profunda preocupación por la posibilidad de una interacción individual y una transformación colectiva.  Escribe que:
Lo que se le exige [al crítico romántico], a pesar de todos los obstáculos y limitaciones, a pesar de la improbabilidad y posible futilidad de todo, es encontrar nuevas formas de ver las cosas, nuevas formas de hablar y de actuar, nuevos tipos de prácticas y nuevos tipos de instituciones. Cualquiera que piense que tal cambio no sólo es necesario sino también (improbablemente) posible, cualquiera que sea su visión del "romanticismo", es un romántico desesperado.

## Política, estética y receptividad
The Aesthetic Turn in Political Thought (2014) es una colección de ensayos, editada por Kompridis, que explora las conexiones entre la estética y la política democrática. El libro toma como punto de partida una declaración de Jacques Rancière (quien también colabora en el libro), de que "la política debe ser estética en principio".
Músico de formación, Kompridis ha aunado con frecuencia el interés por la estética con otras preocupaciones filosóficas. Entre otros, ha escrito artículos sobre temas que incluyen la filosofía de la música en condiciones de pluralismo cultural ("En medio de la pluralidad de voces: Filosofía de la música después de Adorno"  ), sobre la relación entre receptividad, reconocimiento y literatura ("Reconocimiento y receptividad: formas de respuesta normativa en la vida de los animales que somos"  —que aborda debates anteriores sobre la novela de JM Coetzee, La vida de los animales, así como debates de la teoría crítica sobre el reconocimiento); y sobre "La prioridad de la receptividad a la creatividad", un artículo que explora la novela de Russell Hoban, The Medusa Frequency.
Kompridis ha dictado conferencias sobre cine, sobre la relación entre la memoria cultural, la diversidad y las artes. También ha debatido sobre música y filosofía con su antiguo maestro, el compositor Martin Bresnick, en un debate transmitido por el programa Big Ideas de la cadena ABC.
En 2011, Kompridis editó y contribuyó a un número especial de la revista Ethics and Global Politics sobre el tema "Una política de la receptividad".

## La tecnología y el ser humano
En 2008, Kompridis impartió una conferencia sobre "The Post/Human Condition" que se celebró en Auckland (se publicó un ensayo relacionado en la revista en línea Parrhesia  ). En la charla, Kompridis describió los peligros potenciales que aprecia en las nuevas "tecnociencias" convergentes de la ingeniería genética, la biología sintética, la robótica y la nanotecnología, mientras criticaba lo que él consideraba las aspiraciones transhumanistas de varios importantes programas de investigación en esos campos. Según Kompridis, lo poshumano es ahora "una posibilidad real, no teórica ...", y, por lo tanto, la cuestión de qué significa ser humano "es de repente una cuestión urgente, una cuestión absolutamente urgente." 
Si bien reconoce que en un mundo culturalmente plural, no puede haber una concepción única o esencialista de lo que significa ser humano, Kompridis sostiene, no obstante, que "tenemos la obligación de profundizar nuestra comprensión de qué es lo que realmente está amenazado" por las nuevas tecnologías. De lo contrario, la cuestión de qué significa ser humano quedará "permanentemente excluida" para los seres humanos, porque ya habrá sido "decidida por los expertos científicos y las fuerzas del mercado, y una cierta tendencia de nuestra cultura liberal a favorecer todo lo que aumente la libertad de elección de los individuos".
Por lo tanto, Kompridis propone una "contraciencia de lo humano" interdisciplinaria para proporcionar alternativas a los supuestos naturalistas de la identidad, que predominan en las ciencias naturales, y que funcionan en conjunto con la cultura más amplia del individualismo para erosionar y excluir otras comprensiones de lo que significa ser humano. Esta contraciencia tomaría como sus dos principales puntos de partida:
1. El concepto de persona, no sustentado por la conciencia, sino por una definición basada en las cosas que a los seres humanos les importan de manera peculiarmente humana; y
2. El fenómeno de la intercorporalidad, la forma en que los seres humanos desarrollan la capacidad de aprender, actuar y dar sentido a las cosas en condiciones de encarnación en un contexto social.

Este enfoque pretende complementar y desarrollar el trabajo de otros filósofos, incluidos Harry Frankfurt, Charles Taylor y Maurice Merlau-Ponty.

## Libros
- Crítica y divulgación: teoría crítica entre pasado y futuro . 2006. Cambridge: MIT Press, 337 págs. (ISBN 026211299X ,ISBN 978-0-262-11299-4 )
- Romanticismo filosófico (ed.) 2006. Londres: Routledge, 304 págs. (ISBN 0415256445 ,ISBN 978-0-415-25644-5 )
- The Aesthetic Turn in Political Thought (ed.) 2014. Nueva York, Londres: Bloomsbury, 320 págs. (ISBN 144118516X ,ISBN 978-1-441-18516-7 )